# Chamical
Chamical est une ville de la province de La Rioja, en Argentine, et le chef-lieu du département de Chamical. Elle est située en bordure de la montagne imposante des Quinteros. Son nom vient de la profusion de chamicos, une plante locale.
La ville est chef-lieu du département depuis 1887. Elle abrite une base militaire depuis 1944.
La ville se situe au croisement des routes nationale 38 et nationale 79.
Distance de Chamical à :
- La Rioja : 118 km (140 km par la route nationale 38) ;
- Buenos Aires : 883 km (1 005 km par la route nationale 38 puis la route nationale 9).

## Personnalités
- Gabriel Longueville, prêtre catholique français, martyr et bienheureux.
- Carlos Murias, prêtre catholique argentin, martyr et bienheureux.